# U-279
U-279 — средняя немецкая подводная лодка типа VIIC времён Второй мировой войны.

## История
Заказ на постройку субмарины был отдан 10 апреля 1941 года. Лодка была заложена 31 марта 1942 года на верфи Бремен-Вулкан под строительным номером 44, спущена на воду 16 декабря 1942 года. Лодка вошла в строй 3 февраля 1943 года под командованием оберлейтенанта Отто Финке.

### Флотилии
- 3 февраля 1943 года — 31 июля 1943 года — 8-я флотилия (учебная)
- 1 августа 1943 года — 4 октября 1943 года — 9-я флотилия

### История службы
Лодка совершила один боевой поход, успехов не достигла. 20 сентября 1943 года высадила в Исландии секретного агента Йенса Фридрикссона. Потоплена в Атлантике к юго-западу от Исландии в районе с координатами 60°40′ с. ш. 26°30′ з. д. глубинными бомбами с американского самолёта типа Lockheed Ventura. 48 погибших (весь экипаж).
До 1994 года историки считали, что лодка была потоплена 4 октября 1943 года к юго-западу от Исландии, в районе с координатами 60°51′ с. ш. 28°26′ з. д. глубинными бомбами с самолёта типа «Либерейтор». На самом деле в той атаке погибла U-389.